# 바알제붑

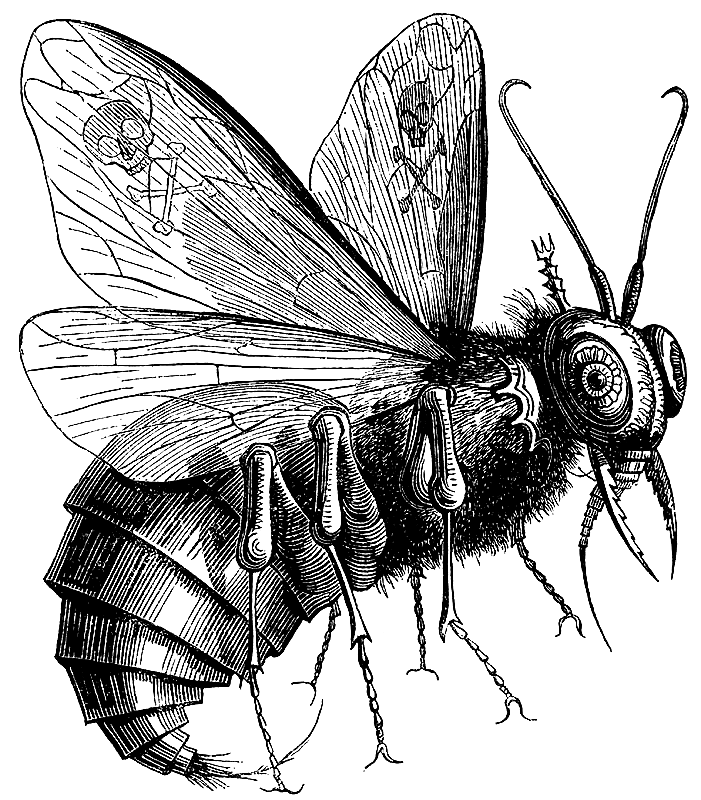
콜랭 드 플랑시의 지옥 사전에 묘사된 베엘제붑 (파리, 1863)

바알제붑(히브리어: בַעַלְזְבוּב, 라틴어: Beelzebub)은 에크론의 도시 팔레스타인에서 숭배받았던 신 가운데 하나이다.
고대 시절 다신교도인 셈족의 신으로 유명한 바알을 가리키는 명칭 가운데 하나로 알려졌지만, 둘 사이에는 작지만 중요한 차이점이 있다. 일신교도인 유대인 사이에서는 사탄을 달리 이른 말로 종종 사용했기 때문에 어느 정도 경멸적인 뜻을 담고 있다. 이 이름은 나중에 악마 또는 마신의 이름 가운데 하나로 종종 바알제불과 번갈아가며 등장하게 된다.

## 유래
바알세붑의 본래 이름은 바알제불(Ba'al Zebul)이었다. 이 말은 히브리어로 ‘높은 저택의 주인’ 또는 ‘하늘의 주인’을 뜻하는데, 훗날 사람들은 이 명칭이 솔로몬 왕을 연상시킨다는 이유로 바알제붑(Ba‘al Zebûb), 즉 히브리어로 ‘파리의 왕’을 뜻하는 말로 바꾸었다. 제붑(zebûb)은 히브리어로 파리를 뜻한다. 이후 중세 마법책에 등장하는 베엘제붑은 거대한 파리의 모습으로 그려지게 되었다. 고대 사람들은 파리라는 생물이 악령 그 자체거나 혹은 사람에게 악령을 옮기는 역할을 한다고 믿었다. 그들은 파리가 꾀었던 음식을 먹으면 병에 걸린다는 사실을 이미 경험적으로 알고 있었던 데다, 썩은 고기나 쓰레기에 떼 지어 몰려드는 파리떼를 보고는 정말 불길하고 더러운 존재라고 생각했을 것이다. 거기에는 ‘죽음의 냄새’와 ‘병을 유발하는 더러움’이 있다. 게다가 파리들은 시체의 유골에서 태어난다. 그런 이유 때문에 사람들은 파리를 회피했고, 또 그 때문에 신들에게 산 제물을 바쳤다. 이 불길한 파리들을 부하로 거느리는 이가 바로 베엘제붑이다.

## 성경의 기록
바알 즈붑 또는 베엘제붑의 이름은 구약성경의 열왕기 하권에 기록되어 있다. 이스라엘의 8대 왕인 아하즈야는 병에 걸려 괴로워하던 중에 지중해 연안에 있는 가나안의 도시 에크론의 신 바알 즈붑에게 사람을 보내 신탁을 받아오도록 했다.
아하즈야는 사마리아에 있는 자기 옥상 방의 격자 난간에서 떨어져 다쳤다. 그래서 그는 사자들을 보내며, “에크론의 신 바알 즈붑에게 가서 내가 이 병에서 회복될 수 있는지 문의해 보아라.” 하고 일렀다. (2열왕 1,2)
그것을 안 예언자 엘리야는 야훼의 명령을 받고 왕의 사신에게 야훼의 말을 전했다.
“이스라엘에는 하느님이 없어서, 에크론의 신 바알 즈붑에게 문의하러 가느냐? 그러므로 주님이 이렇게 말한다. 너는 네가 올라가 누운 침상에서 내려오지 못하고, 그대로 죽을 것이다.” (2열왕 1,3-4)
즉, 이스라엘의 신을 무시하고 사신(邪神)의 신탁을 받으려 하는 아하즈야 왕에 대해 야훼가 분노하여 죽음의 계시를 내렸던 것이다. 사신에게 이 말을 전해 들은 아하즈야 왕은 엘리야를 체포하려고 쉰 명의 부대를 파견했다. 그러나 엘리야는 하늘에서 불을 내리게 하여 그들을 전멸시켰다. 그리고 야훼의 예언대로 아하즈야 왕은 재위한 지 불과 2년 만에 서거했다.
마태오 복음서와 루카 복음서 등에는 예수가 베엘제붑을 ‘마귀의 우두머리’로 비난하는 내용이 있다. 그것은 예수가 병자들을 찾아가 고치고 다닐 때의 이야기다. 악령에게 홀려 눈이 보이지 않고 말도 할 수 없게 된 한 남자가 소문을 듣고 예수를 찾아왔다. 예수가 남자에게 붙은 악령을 쫓아내자 입과 눈이 정상으로 돌아왔다. 그것을 보고 있던 사람들은 감격하여 감사의 말을 외쳤다. 그러자 바리사이 파가 나서더니 “저자는 마귀의 우두머리 베엘제불의 힘을 빌리지 않고서는 마귀들을 쫓아내지 못한다.”하고 예수를 험담하는 것이었다.
이 말을 듣고 예수가 대답했다.
“어느 나라든지 서로 갈라서면 망하고, 어느 고을이나 집안도 서로 갈라서면 버티어 내지 못한다. 사탄이 사탄을 내쫓으면 서로 갈라선 것이다. 그러면 사탄의 나라가 어떻게 버티어 내겠느냐? 내가 만일 베엘제불의 힘을 빌려 마귀들을 쫓아낸다면, 너희의 제자들은 누구의 힘을 빌려 마귀들을 쫓아낸다는 말이냐?” (마태 12,25)
즉, 마귀들의 일을 그들의 우두머리인 베엘제불(베엘제붑)이 방해할 리가 없다는 이야기다. 예수는 마귀를 퇴치하는 데 같은 편인 마귀의 힘을 빌릴 리가 없으며 하느님의 힘으로 한 것임을 설명했다.

## 후대의 기록
베엘제붑은 일반적으로 지옥에서 상당히 높은 계급에 속한 악마로 묘사된다. 그는 원래 케루빔에 속해 있었다고 한다. 16세기 유명한 오컬티스트 요한 위루스에 따르면, 베엘제붑은 지옥의 황제 루치펠의 부관으로 파리 군단을 통솔한다고 한다. 17세기의 구마사제 세바스티앵 미카엘리스도 저서 훌륭한 역사(1612)를 통해 비슷한 주장을 하였다. 그는 베엘제붑이 루치펠과 레비아탄과 더불어 가장 걸출한 세 명의 타락천사 가운데 하나라고 주장하였다. 그런데 18세기 무렵에는 베엘제붑, 루치펠, 아스타롯이 사악한 삼위일체를 이룬다고 생각하였다. 또한, 베엘제붑은 칠죄종 가운데 하나인 폭식을 유도하는 악마이기도 하다.
존 밀턴은 베엘제붑을 루치펠 다음가는 악마들의 지도자로 보았다. 그는 실낙원에서 “루치펠을 빼고는 아무도 그(베엘제붑을 말함)보다 높은 지위에 있는 자가 없다.”라고 표현하였다. 그가 묘사하는 베엘제붑은 왕자다운 풍모를 갖추고 있다. 한 나라를 짊어질 만큼 장중하고 사려 깊으며 우국 지정에 가득 넘친 모습이다. 더욱이 현자다운 풍모로 아틀라스를 방불케 하는 늠름한 어깨를 갖췄으며, 왕자만이 갖는 위엄과 비장함을 떠올리게 하는 모습이다. 그가 수하의 마귀들을 앞에 두고 연설할 때는 주위가 고요해지면서 모두가 일제히 눈을 고정하고 그를 바라보았다.